# André Spitz
Pour les articles homonymes, voir Spitz.
André Spitz né le 15 octobre 1883 à Besançon et mort le 24 août 1977 à Pontarlier est un peintre et dessinateur de timbres français.

## Biographie
Portraitiste et aquarelliste, André Spitz est surtout connu dans le monde des philatélistes puisqu'une part de son œuvre a été de réaliser des maquettes de timbres, de 1938 jusqu'à 1968, pour La Poste. Parallèlement, il a été professeur de dessin durant plus de vingt ans au lycée Henri-IV à Paris. 
Membre de la Société des artistes français, il est en 1932 médaillé d'or et hors-concours pour son tableau Le Pilier des Quatre Évangélistes du cloître de Saint-Bertrand-de-Comminges.
Il expose au Salon des artistes français, au Salon des indépendants, au Salon d'hiver et en 1937 à l'Exposition universelle, à la Société des amis des arts de Bordeaux de 1933 à 1936. En réalité d'origine juive il se retire en 1940 à Arles où il avait déjà exercé son talent de peintre, des années auparavant. Suit alors une interruption de son travail avec les postes françaises. Treize de ses grands tableaux ont été exposés en 2004 à Pont-Saint-Esprit au musée d'art sacré du Gard où ils sont restés par donation de la famille. il réside à la fin de sa vie à la Maison nationale des artistes à Nogent-sur-Marne.
En 1947, il figure au jury pour l'élection de la reine d'Arles.

## Timbres
La liste suivante présente les timbres dont il a dessiné les maquettes, le numéro du timbre « yt » en fin de ligne est celui du Catalogue Yvert et Tellier.
- 1938 - La Champenoise coiffée du Toquat. yt 388.
- 1938 - Série Sites et Monuments. Avignon, le château des Papes et le pont Saint-Bénézet. yt 391.
- 1939 - 75e anniversaire de la Croix-Rouge internationale. L'infirmière Mlle Gervais. yt 422.
- 1939 - Série Au profit des chômeurs intellectuels. Pierre Puvis de Chavannes (1824-1898). yt 436.
- 1939 - En faveur de la Natalité, timbre 1. yt 440.
- 1939 - En faveur de la Natalité, timbre 2. yt 441.
- 1939 - Cathédrale de Strasbourg. yt 443.
- 1939 - Sesquicentenaire de la Révolution. Le Serment du Jeu de Paume, d'après David. yt 444.
- 1940 - Au profit des œuvres de guerre. La femme au labour. yt 457.
- 1940 - Au profit des blessés. La Croix-Rouge Française. yt 460.
- 1940 - Au profit des victimes de la guerre. Deux timbres : yt 465 et 465a.
- 1949 - 6e Centenaire du rattachement du Dauphiné. Collégiale Saint-Barnard à Romans. yt 839.
- 1949 - F. Arago et Ampère. Congrès international de Télégraphie et Téléphonie, à Paris. yt 845.
- 1949 - 250e anniversaire de la mort de Jean Racine (1639-1699). yt 848 et 848a *.
- 1949 - Assemblée des présidents des Chambres de Commerce de l'Union française. yt 849 et 849a.
- 1949 - 75e anniversaire de l'UPU (Union postale universelle). yt 850, vert.
- 1949 - 75e anniversaire de l'UPU. yt 851, rouge.
- 1949 - 75e anniversaire de l'UPU. yt 852, bleu.
- 1952 - (Pour la Tunisie) Porte, Bardo, Stuc Ouvré. Série commémorative. n° 0530 en Tunisie.
- 1952 - (Pour la Tunisie) Porte, Grande Mosquée de Kairouan. n°0531 en Tunisie.
- 1953 - Série Célébrités du XIIe au XXe siècle. Gaspard Monge, mathématicien. yt 948.
- 1953 - Série Célébrités du XIIe au XXe siècle. Maréchal Hubert Lyautey. yt 950.
- 1953 - Théâtre français. Figaro. yt 957.
- 1954 - Série touristique. Plage de Royan, yt 978.
- 1954 - (Pour l'Algérie) Œuvres de la Croix-Rouge. no ?
- 1954 - Tricentenaire du Rattachement de Stenay à la France. Avec les armoiries. yt 987 et987a.
- 1955 - Vue de Limoges, le Pont Saint-Pierre, et la Cathédrale. yt 1019.
- 1955 - Série Célébrités du XIIe au XXe siècle. François de Malherbe, poète. yt 1028.
- 1955 - Série Célébrités du XIIe au XXe siècle. Sébastien Le Prestre de Vauban, par Rigaud. yt 1029.
- 1955 - Série touristique. Le port de Nice. yt 1038.
- 1956 - Série Célébrités du XVe au XXe siècle. Maurice Barrès, écrivain. yt 1070.
- 1957 - Série (I) Héros de la Résistance. Pierre Brossolette. yt 1103.
- 1957 - Bimillénaire de Lyon. Le Théâtre Antique de Fourvière. yt 1124.
- 1957 - Série touristique. La cathédrale de Rouen yt 1129.
- 1957 - Série touristique. Saint-Rémy-les-Antiques de Provence. yt 1130.
- 1957 - Série célébrités étrangères. Wolfgang Amadeus Mozart. yt 1137.
- 1958 - Série Les grands Médecins. Philippe Pinel. yt 1142.
- 1958 - Série Les grands Médecins. Fernand Widal yt 1143.
- 1958 - Série Les grands Médecins. Charles Nicolle. yt 1144.
- 1958 - Série Les grands Médecins. René Leriche. yt 1145.
- 1958 - La Cathédrale de Senlis. yt 1165.
- 1959 - Pour Vaincre la Poliomyélite yt 1224.
- 1960 - Les Gorges de Kherrata en Algérie. yt 1237.
- 1960 - Série (IV) Héros de la Résistance. Edmond Debeaumarché yt 1248.
- 1960 - Série (IV) Héros de la Résistance. Pierre Massé. yt 1249.
- 1960 - Série (IV) Héros de la Résistance. Maurice Ripoche. yt 1250.
- 1960 - Série (IV) Héros de la Résistance. Léonce Vieljeux. yt 1251.
- 1960 - Série (IV) Héros de la Résistance. Abbé René Bonpain. yt 1252.
- 1960 - (Pour Monaco) Cinquantenaire du musée Océanographique.
- 1960 - (Pour Monaco) Rétrospective des moyens de transport (bateau à voile, automobile).
- 1961 - Série (V) Héros de la Résistance. Jacques Renouvin. yt 1288.
- 1961 - Série (V) Héros de la Résistance. Lionel Dubray. yt 1289.
- 1961 - Série (V) Héros de la Résistance. Paul Gateaud. yt 1290.
- 1961 - Série (V) Héros de la Résistance. Mère Elizabeth. yt 1291.
- 1963 - Série touristique. Abbaye de Moissac. Parution 1963-65. yt 1394.
- 1964 - Série Personnages célèbres. Gerbert, (pape sous le nom de Sylvestre II). yt 1421.
- 1965 - La cathédrale de Bourges. yt 1453.
- 1965 - (Pour le Sénégal) A. Seck, directeur des postes en AOF.
- 1965 - (Pour le Tchad) Sir Winston Churchill.
- 1965 - (Pour le Mali) Sir Winston Churchill.
- 1965 - Contre la tuberculose (non émis ? ne possède pas de no Yvert & Tellier).
- 1966 - Série Monuments et sites. La cathédrale de Rodez (Aveyron). yt 1504.
- 1967 - (Pour le Congo) En souvenir du Mahatma Gandhi.
- 1968 - 650e anniversaire de l'enclave papale de Valréas. yt 1562 et 1562a.

L'interruption brusque notée, de sa collaboration avec les postes françaises de 1940 à 1949 est due à son exil à Valréas, dans le Vaucluse, zone libre, par rapport à sa judéité.